# Zelena crta
Zelena crta je bio naziv za obrambenu crtu u Dinarskom pojasu u NDH.
Dobila je ime u Zapovjedništvu Jugoistoka, a konačno ime dao je Adolf Hitler. Nazvana je onda kad su nakon gubitka Jadrana, zapovjedno-stožerni časnici na zemljovidima povlačili zelenom bojom nove obrambene položaje 50 i više kilometara od obale, počevši od Senja, grebena Velebita i Dinare do Gacka, i uz Drinu do Dunava. Knin, Široki Brijeg, Mostar i Nevesinje bili su glavna utvrđena uporišta.  Na njoj su se postrojbe zaštitile bunkerima, spletovima žica i nagaznih mina, topništvom i tenkovima. Utvrđena crta je samo u krilnim uporištima, a to su bili Široki Brijeg i Nevesinje, imala po 2.000 vojnika. Položaje na ovoj crti imale borbena skupina Bolmann, 369. grenadirski puk, topničke divizije, protutenkovske divizije i dr. Odmjeravanje na Zelenoj crti trajalo je do polovice veljače 1945. godine.